# شهلا حائری (استاد انسان‌شناسی فرهنگی)
شهلا حائری استاد رشته انسان شناسی فرهنگی در دانشگاه بوستون آمریکا است. او همچنین مدیر برنامه مطالعات زنان در این دانشگاه است. حائری مطالعات گسترده‌ای دربارهٔ دین، حقوق و پویایی‌های هویت جنسی در جهان انجام داده است. وی پژوهشهای انسان‌شناختی خود را در ایران، هند و پاکستان به انجام رسانده و در سال ۱۹۸۵ – ۱۹۸۶ در مرکز مطالعات خاورمیانه دانشگاه هاروارد، در سال ۱۹۸۶-۱۹۸۷ در مرکز پمبروک برای تدریس و تحقیق دربارهٔ زنان، در سال ۱۹۸۷-۱۹۸۸ در شورای پژوهش علوم اجتماعی و در سال ۱۹۹۶ در کالج سنت آنتونی در دانشگاه آکسفورد به پژوهش پرداخته است. حائری در سمینارهای مختلفی در داخل و خارج از کشور سخنرانی کرده‌است.